# Toddella
Toddella es un género de foraminífero bentónico considerado un sinónimo posterior de Rhumblerella de la subfamilia Globotextulariinae, de la familia Globotextulariidae, de la superfamilia Ataxophragmioidea, del suborden Ataxophragmiina y del orden Loftusiida. Su especie tipo era Eggerella humboldti. Su rango cronoestratigráfico abarca el Holoceno.

## Discusión
Clasificaciones previas incluían Toddella en el suborden Textulariina del orden Textulariida o en el orden Lituolida.

## Clasificación
Toddella incluye a las siguientes especies:
- Toddella grata
  - Toddella grata compressa
- Toddella humboldti